# Parnashavari

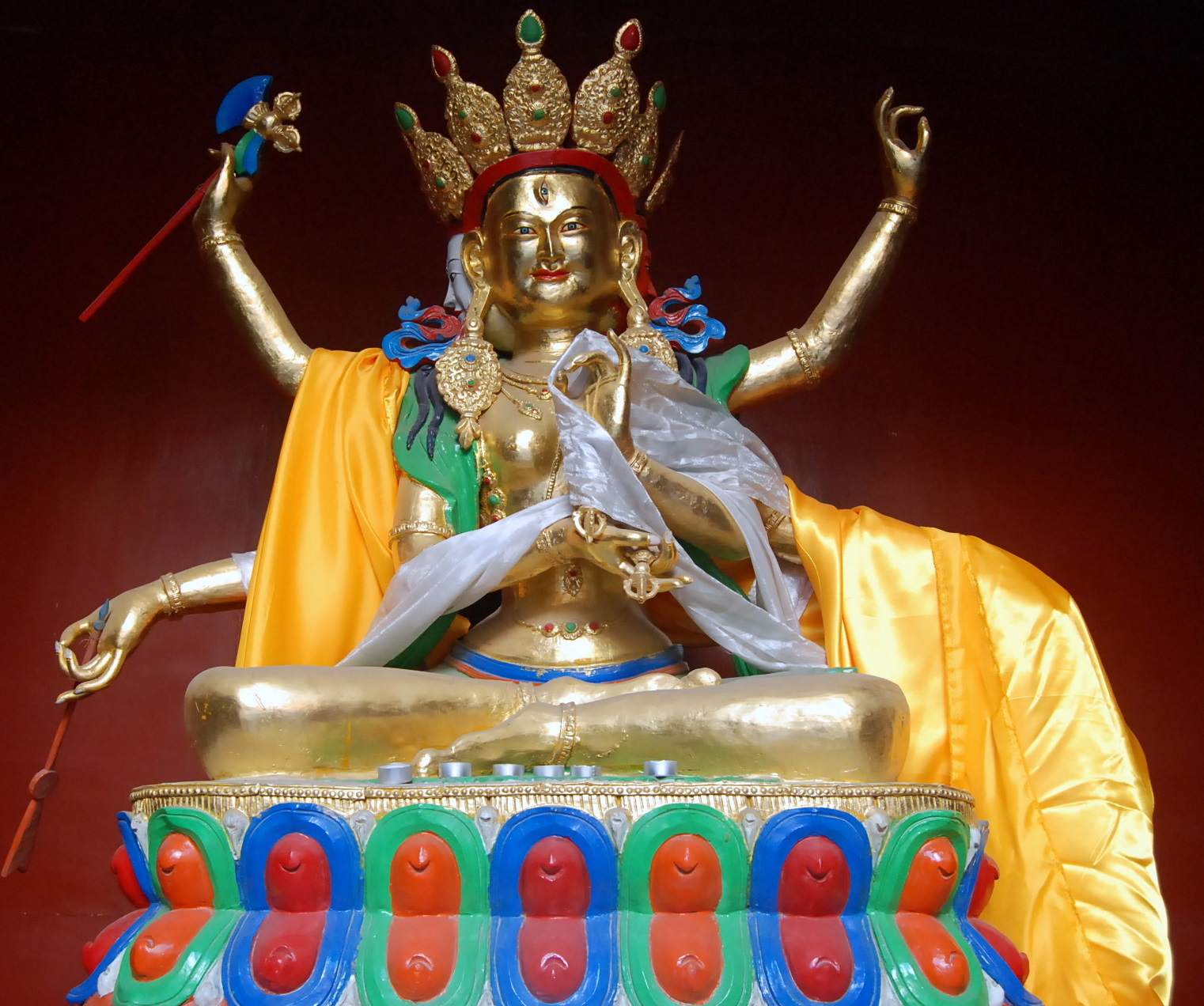
Parnashavari

Parnashavari, är en gudinna inom hinduismen och buddhismen. 
Hon är sjukdomarnas gudinna inom hinduismen. Den hinduiska gudinnan följde med i utvecklingen av buddhismen som en av gudinnan Taras följeslagare.